# 訃報 2011年2月
訃報 2011年2月（ふほう 2011ねん2がつ）では、2011年2月に物故した、又は物故が報じられた人物についてまとめる。

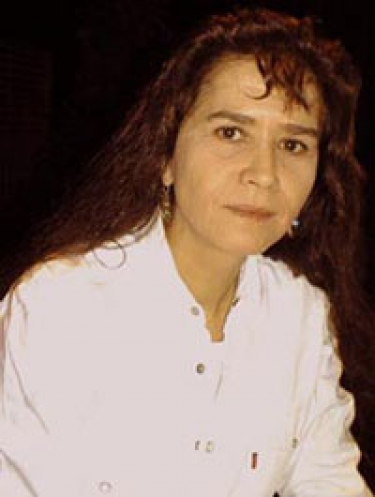
マリア・シュナイダー／2月3日没

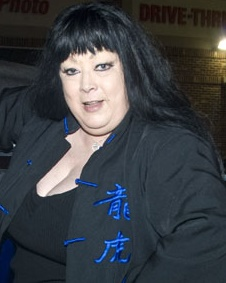
トゥラ・サターナ／2月4日没

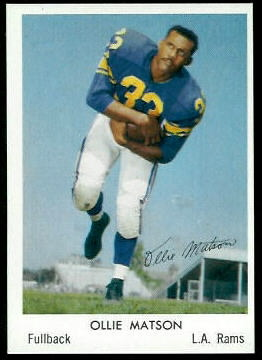
オーリー・マトソン／2月19日没

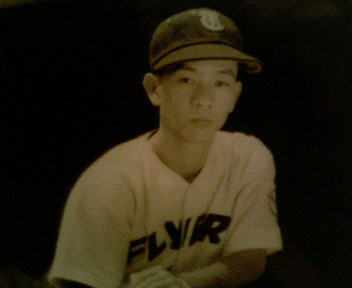
鈴木圭一郎／2月23日没

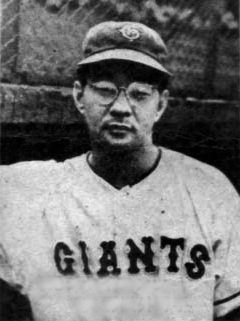
与那嶺要／2月28日没

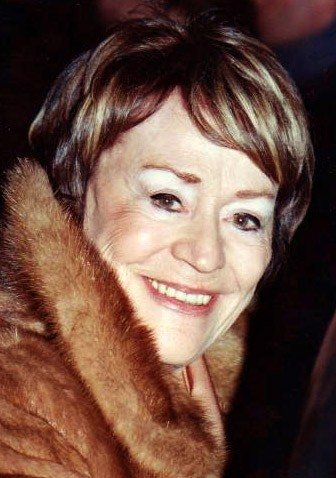
アニー・ジラルド／2月28日没

## 1日 - 14日
- 2月1日 - 庄司肇、日本の作家（* 1924年）[1]
- 2月1日 - 高良真木、日本の画家（* 1930年[2]）[3]
- 2月2日 - 佐佐木由幾、日本の歌人、短歌結社「心の花」主宰、佐佐木幸綱の母（* 1914年）[4]
- 2月2日 - 宮本徳蔵、日本の小説家（* 1930年）[5]
- 2月2日 - 黒川和美、日本の経済学者、法政大学教授（* 1946年）[6]
- 2月3日 - 細矢礼二、日本の実業家、双葉電子工業最高顧問（前会長）（* 1924年）[7]
- 2月3日 - 熊谷秀男、日本の実業家、東京電波会長（* 1930年）[8]
- 2月3日 - マリア・シュナイダー、フランスの女優（* 1952年）[9]
- 2月4日 - 小川精、日本の企業家、第一證券元専務（* 1920年）[10]
- 2月4日 - 岩田秀一、日本の企業家、淀川製鋼所元専務（* 1922年）[11]
- 2月4日 - トゥラ・サターナ、アメリカ合衆国在住で日系アメリカ人の女優（* 1938年）[12]
- 2月4日 - 寺岡孝、日本の元プロ野球選手、指導者（* 1942年）[13]
- 2月5日 - こばやしひろし、日本の劇作家、劇団はぐるま代表（* 1927年）[14]
- 2月5日 - 竹本綾太夫、日本の歌舞伎義太夫（* 1933年）[15]
- 2月5日 - 永田洋子、日本の新左翼活動家、元死刑囚（* 1945年）[16]
- 2月6日 - ジョセファ・イロイロ、フィジーの政治家、同国元大統領（* 1920年）[17]
- 2月6日 - 鳥井道夫、日本の実業家、サントリーホールディングス名誉会長（* 1923年）[18]
- 2月6日 - ケン・オルセン、アメリカ合衆国の技術者（* 1926年）[19]
- 2月6日 - 入江しげる、日本の漫画家（* 1926年）[20]
- 2月6日 - 半谷恭一、日本の元裁判官、東京高等裁判所元統括判事（* 1932年）[21]
- 2月6日 - 小西泰三、日本の囲碁棋士（* 1940年）[22]
- 2月6日 - 領家倫夫、日本の自動車技術者、いすゞ自動車元常務（* 1942年）[23]
- 2月6日 - 長岡哲次、日本の裁判官（* 1947年）[24]
- 2月6日 - ゲイリー・ムーア、北アイルランドのシンガーソングライター・ギタリスト（* 1952年）[25]
- 2月7日 - 吉田正輝、日本の銀行家（* 1932年）[26]
- 2月8日 - 三原淳雄、日本の経済評論家（* 1937年）[27]
- 2月9日 - 前田優、日本の海上自衛官・第14代海上幕僚長（* 1925年）[28]
- 2月10日 - ビル・ジャスティス、アメリカ合衆国のアニメーション監督（* 1914年）[29]
- 2月10日 - 鐘ケ江達夫、日本の広告会社とうこう・あい会長（* 1916年）[30]
- 2月10日 - 後藤昌次郎、日本の弁護士（* 1924年）[31]
- 2月10日 - 藤間勘吉郎、日本の舞踏家（* 1930年）[32]
- 2月10日 - 辰己有、日本の企業家、モリ工業専務（* 1946年）[33]
- 2月10日 - 宮田敬一、日本の臨床心理学者（* 1950年）[34]
- 2月11日 - 釜本文男、日本の陸上競技選手、メルボルンオリンピックハンマー投日本代表選手（* 1918年）[35]
- 2月11日 - ボ・カルペラン、フィンランドの詩人（* 1926年）[36]
- 2月11日 - 鈴木秀夫、日本の地理学者（* 1932年）[37]
- 2月11日 - 大久保昌一良、日本の脚本家（* 1942年）[38]
- 2月12日 - ベティ・ギャレット、アメリカ合衆国の女優（* 1919年）[39]
- 2月12日 - ハンス・ライグラフ、アメリカのピアニスト（* 1920年）[40]
- 2月12日 - 五十嵐雄一、日本の実業家、ジャスコ（現イオン）元副会長、日本クレジットサービス（現イオンクレジットサービス）元社長（* 1926年）[41]
- 2月12日 - フェドル・デン・ヘルトフ、オランダのサイクルロードレーサー（* 1946年）[42]
- 2月12日 - 片山雅博、日本のアニメーション作家（* 1955年）[43]
- 2月13日 - 木原信敏、日本の企業家、元ソニー専務（* 1926年）[44]
- 2月13日 - アルンフィン・ベルクマン、ノルウェーのノルディックスキー＆サッカー選手（* 1928年）[45]
- 2月13日 - 浦里はる美、日本の女優（* 1934年）[46]
- 2月14日 - ジョージ・シアリング、イギリスの盲目のジャズピアニスト（* 1919年） [47]
- 2月14日 - 和田寿郎、日本の医学者、札幌医科大学名誉教授・元東京女子医科大学教授、日本で初めて心臓移植を実施した医師（* 1922年）[48]
- 2月14日 - デイヴィッド・F・フリードマン、アメリカ合衆国の映画プロデューサー（* 1923年）[49]

## 15日 - 28日
- 2月15日 - 吉田廉、日本の政治家（* 1926年）[50]
- 2月15日 - 益田洋介、日本の政治家、弁護士、作家、元参議院議員（* 1946年）[51]
- 2月16日 - 小山弘志、日本の文学者、狂言研究家（* 1921年）[52]
- 2月16日 - ユスティナス・マルチンケヴィシウス、リトアニアの詩人（* 1930年）[53]
- 2月16日 - 三代目桂圓枝、日本の落語家（* 1931年）[54]
- 2月16日 - フランシス・ニアンゲソ（ポルトガル語版）、ウガンダのボクサー、IOC委員 （* 1940年）[55]
- 2月16日 - サンティ・サンタマリア、スペインの料理人、レストランオーナー（* 1957年）[56]
- 2月17日 - 小幡欣治、日本の劇作家・演出家（* 1928年）[57]
- 2月19日 - 袁雪芬、中華人民共和国の女優（* 1922年）[58]
- 2月19日 - オーリー・マトソン、アメリカ合衆国の陸上競技・アメリカンフットボールの元選手（* 1930年）[59]
- 2月20日 - 杵島隆、日本の写真家（* 1920年）[60]
- 2月22日 - はまみつを、日本の児童文学者（* 1933年）[61]
- 2月23日 - 遠藤優、日本の実業家、元イビデン社長（* 1929年）[62]
- 2月23日 - 網岡雄、日本の政治家、元衆議院議員、元愛知県議会議員（* 1930年）[63]
- 2月23日 - 堀田弥一、日本の登山家、日本山岳会名誉会員（* 1909年）[64]
- 2月23日 - 鈴木圭一郎、プロ野球選手（* 1922年）
- 2月24日 - エディ・セラート（Eddie Serrato）、アメリカ合衆国のドラマー、? アンド ザ・ミステリアンズ（英語版）のメンバー（* 1945年）[65]
- 2月24日 - 立山学、日本のジャーナリスト（* 1935年）[66]
- 2月26日 - 本多健一、日本の電気化学者、元東京工芸大学学長（* 1925年）[67]
- 2月26日 - 大芝芳郎、日本の銀行家、元武蔵野銀行専務（* 1948年）[68]
- 2月27日 - 石川恒夫、日本の実業家、中京テレビ放送元社長（* 1919年）[69]
- 2月27日 - ネジメッティン・エルバカン、トルコの政治家、元同国首相（* 1926年）[70]
- 2月27日 - デューク・スナイダー、元ブルックリン・ドジャース選手（* 1926年）[71]
- 2月27日 - 上田忠好、日本の俳優（* 1933年）[要出典]
- 2月27日 - ゲイリー・ウィニック、アメリカ合衆国の映画プロデューサー（* 1961年）[72]
- 2月28日 - ジェーン・ラッセル、アメリカ合衆国の女優（* 1921年）
- 2月28日 - 与那嶺要、日系アメリカ人の元日本プロ野球選手、中日ドラゴンズ元監督（* 1925年）[73]
- 2月28日 - 大塚保治、日本の工学者、元慶應義塾大学理工学部長、工学博士（* 1925年?）[74]
- 2月28日 - アニー・ジラルド、フランスの女優（* 1931年）[75]
- 2月28日 - 小林アトム、日本の俳優（* 1954年）[76]